# Толиман (телескоп)
Толима́н (TOLIMAN от англ. Telescope for Orbit Locus Interferometric Monitoring of our Astronomical Neighbourhood — «Телескоп для интерферометрического обозрения с орбиты нашего ближнего астрономического окружения») — проект низкобюджетного космического телескопа для поиска экзопланет методами астрометрии, в основном нацеленный на систему Альфа Центавра. В частности, возможно, именно ему предстоит проверить наличие или отсутствие в зоне обитаемости ближайшей к Земле солнцеподобной звезды неофициального кандидата в экзопланеты Альфа Центавра A b, открытого в 2021 году.

## Описание
Толиман нацелен на поиск экзопланет у звёзд, находящихся не далее 10 парсеков от Солнца. Находится в стадии разработки. Его запуск на низкую околоземную орбиту запланирован на 2026 год, но возможна задержка на год или два. Проект вовлекает учёных из Сиднейского Университета, Saber Astronautics из Австралии, Breakthrough Initiatives и Jet Propulsion Laboratory (НАСА).
Планируется, что телескоп будет вести поиск в диапазоне 510-570 нм и выдавать 10 Гб необработанных данных в час.
Название телескопа — акроним, совпадающий с названием звезды Альфа Центавра B.